# Želino
Želino (makedonsky: Желино, albánsky: Zhelinë) je vesnice v Severní Makedonii. Je sídlem stejnojmenné opštiny v Položském regionu. 
Podle sčítání lidu z roku 2002 žije ve vesnici 4 110 obyvatel. Etnickými skupinami jsou:
- Albánci – 4 100
- Bosňáci – 1
- ostatní – 9